# Streptocarpus aylae
Streptocarpus aylae är en tvåhjärtbladig växtart som beskrevs av T.J. Edwards. Streptocarpus aylae ingår i släktet Streptocarpus och familjen Gesneriaceae. Inga underarter finns listade i Catalogue of Life.